# Aurach bei Kitzbühel
Aurach bei Kitzbühel ist eine Gemeinde mit 1143 Einwohnern (Stand 1. Jänner 2024) im Bezirk Kitzbühel, Tirol (Österreich). Die Gemeinde liegt im Gerichtsbezirk Kitzbühel.

## Geografie
Aurach liegt etwa fünf Kilometer südlich von Kitzbühel, im Leukental inmitten der Kitzbüheler Alpen, an der Straße zum Pass Thurn. Die Besiedlung gliedert sich in Unteraurach, Oberaurach und mehrere Streusiedlungen und Weiler. Durch den Tourismus im Einzugsgebiet von Kitzbühel bedingt, hat in den ursprünglichen Streusiedlungen Haberberg und Kochau eine rege Siedlungstätigkeit eingesetzt. Ortsteile sind Haberberg, Haselwand, Kochau, Oberaurach, Sonnberg, Unteraurach und Wiesenegg-Grüntal. Geschichtlich bedeutsam ist der inzwischen eingestellte Bergbau um das Gebiet der Kelchalm.

### Nachbargemeinden
| Kitzbühel |                                             | Fieberbrunn                                |
|           | Kompassrose, die auf Nachbargemeinden zeigt |                                            |
|           | Jochberg                                    | Saalbach-Hinterglemm (Bundesland Salzburg) |

## Geschichte
Der Gemeinde Aurach ist schon seit Urzeiten besiedelt. Bereits 1000 bis 800 v. Chr. wurde Kupfer auf der Kelchalpe abgebaut. Der größte Teil der damaligen Metallvorkommen wurden exportiert. Aus der damaligen Zeit sind heute noch Gegenstände vorhanden, die man im Kitzbüheler Heimatmuseum betrachten kann. Nachdem der Bergbau eingestellt worden war, zogen sich die Siedler aus dieser Region zurück.
Erst im 7. Jahrhundert n. Chr. kamen neue Siedler und Aurach wurde erstmals im Jahre 1289 als „Orwiorwe“ urkundlich erwähnt. Das Wort bedeutet ‚Auerochsengewässer‘ (althochdt. uro ‚Auerochse‘). 1464 wird im Jochberger Steuerbuch Aurach als Teil des „Jochberger Viertels“ bezeichnet. Bis 1540 gehörte Aurach zum Herzogtum Bayern. Im selben Jahr kam der Ort zur Grafschaft Tirol.
1833 wurde Aurach eine selbständige Gemeinde und in dieser Zeit wurde auch der Bergbau wiederbelebt. Bis 1926 wurde noch Kupfer abgebaut, danach veränderte sich die Marktlage und infolgedessen endeten diese Aktivitäten.

### Kirchengeschichte
Die Pfarre Aurach gehört ursprünglich zum Dekanat St. Johann in Tirol. Von 1217 bis 1807 gehörten das Dekanat sowie die Pfarre zum Bistum Chiemsee, vor und nachher zur Erzdiözese Salzburg.
Interessant ist, dass bis 1665 kein einziger Priester im Ort wohnte. Erst als ein Vertrag mit den Dominikanern in Kitzbühel unterzeichnet wurde, führte man geregelte Sonntagsgottesdienste und Katechismusunterricht ein. Im Jahre 1739 gründete man die Skapulierbruderschaft „zu Ehren der Heiligsten Dreifaltigkeit zum Loskauf der gefangenen Christen“. Diese Bruderschaft war ein wesentlicher Anteil am kirchlichen Leben der Auracher.
1722 wurde die Kirche zur Expositur erhoben. 1787 wurde Aurach Vikariat und seit 1891 ist die Pfarre selbständig.
Die früheste Erwähnung des Gotteshauses, die bereits im Jahre 1324 stattfand, ist nicht das Datum seiner Erbauung. Möglicherweise wurde schon früher ein Gotteshaus in Oberaurach errichtet. Im Jahre 2000 fanden archäologische Grabungen statt, die den Nachweis bringen, dass die Auracher Pfarrkirche, so wie sie heute existiert, im 14. Jahrhundert erbaut wurde. Vorläuferbauten wurden keine entdeckt. Bemerkenswert ist jedoch, dass die Kirche in den Jahren nach 1324 sich nie verändert hatte, obwohl sich die Bevölkerungszahl verdreifacht hatte. Es ist anzunehmen, dass das Langschiff ursprünglich von einer flachen Holzbalkendecke abgeschlossen war. Nur der zweijochige Altarraum war damals schon gewölbt. Der Turm, der an der Nordseite steht, war zu dieser Zeit niedriger als heute.
Das Patrozinium der Kirche ist der hl. Rupert. Es hängt vermutlich mit den Ferntransporten des Salzes zusammen. Einerseits kam das „Weiße Gold“ über den Pass Thurn vom Pinzgau, andererseits transportierte man es auf dem Samerweg von Saalbach über das Oberreiter Joch.

## Bevölkerung

### Bevölkerungsentwicklung

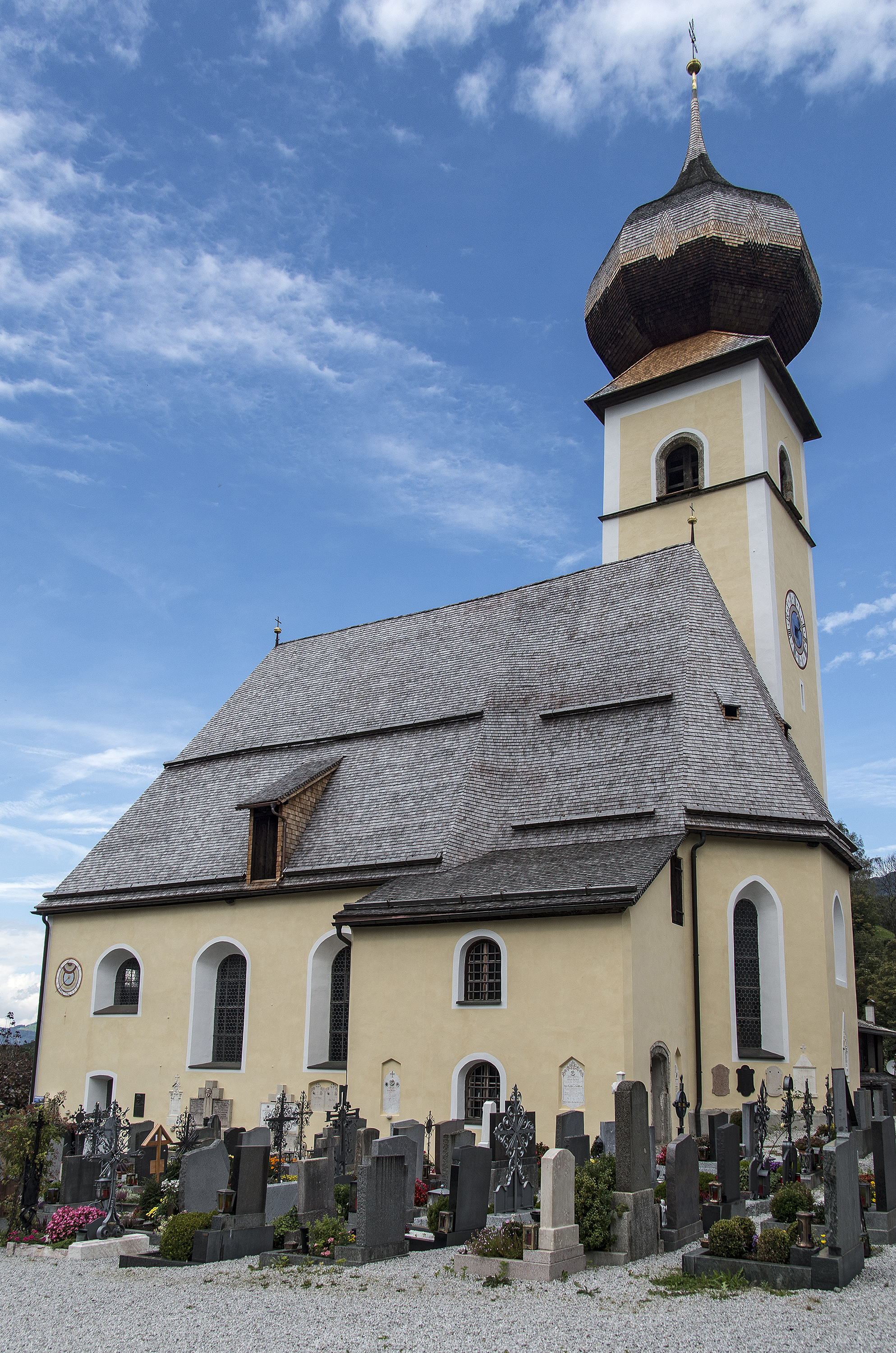
Pfarrkirche

EinwohnerJahr70080090010001100120013001860189019201950198020102040EinwohnerEinwohnerentwicklung von Aurach bei Kitzbühel

### Immobilien
Aurach gilt als eine der teuersten Immobilienlagen im Raum Kitzbühel. In Aurach besitzen unter anderem Fiona Swarovski, Heidi Horten und Jelena Baturina Anwesen.

## Kultur und Sehenswürdigkeiten
- Pfarrkirche Aurach bei Kitzbühel
- Ein Wildpark in 1100 Metern Höhe am Hang hält Tiere der Alpen wie Rotwild, Steinbock, Mufflon, Wildschwein und Luchs, aber auch Tiere außereuropäischer Gebirge wie Dam- und Sikahirsch, Lama und Yak.

## Politik

### Gemeinderat
In den Gemeinderat werden 13 Mandatare gewählt.
| Partei                         | 2022  | 2022    | 2016  | 2016    | 2010  | 2010    |
| Partei                         | %     | Mandate | %     | Mandate | %     | Mandate |
| ------------------------------ | ----- | ------- | ----- | ------- | ----- | ------- |
| GFA – Gemeinsam für Aurach     | 51,01 | 7       | 37,97 | 5       | 26,97 | 4       |
| Wir Auracher mit Andreas Koidl | 48,99 | 6       | 62,03 | 8       | 33,58 | 4       |
| Aurach aktiv                   |       |         |       |         | 39,45 | 5       |

### Bürgermeister
- 19??–2004 Balthasar Hauser (ÖVP)
- 2004–2008† Rudolf Mitterer (ÖVP)
- 2008–2022 Andreas Koidl (ÖVP)
- seit 2022 Andreas Wurzenrainer (ÖVP)

Bei der Bürgermeisterwahl 2010 erhielt der einzige Kandidat Andreas Koidl 100 % (463 Stimmen). Er wurde 2016 als wieder einziger Kandidat wiedergewählt. 2022 gab es wiederum nur einen Kandidaten, Andreas Wurzenrainer, von der anderen ÖVP-Liste, die dem ÖAAB nahe steht.

### Wappen
Der Gemeinde wurde 1982 folgendes Wappen verliehen:
| Wappen von Aurach bei Kitzbühel | Blasonierung: „In Blau ein goldener Kirchturm mit Zwiebelhelm über zwei gekreuzten goldenen Bergmannshauen.“ |
| Wappen von Aurach bei Kitzbühel | Wappenbegründung: Der Kirchturm versinnbildlicht die dem heilgen Rupert geweihte Kirche, deren markanter Turm das Erscheinungsbild der Gemeinde prägt. Die Hauen erinnern an den bis ins zweite vorchristliche Jahrtausend zurückreichenden Kupferbergbau. |